# Castello di Riegersburg (Stiria)
Il castello di Riegersburg (in tedesco: Schloss Riegersburg) o rocca di Riegersburg (in tedesco: Burg Riegersburg), è un castello dell'Austria, situato nella Stiria, presso la cittadina di Riegersburg. Non è da confondere con l'omonimo castello della regione austriaca della Bassa Austria.

## Storia

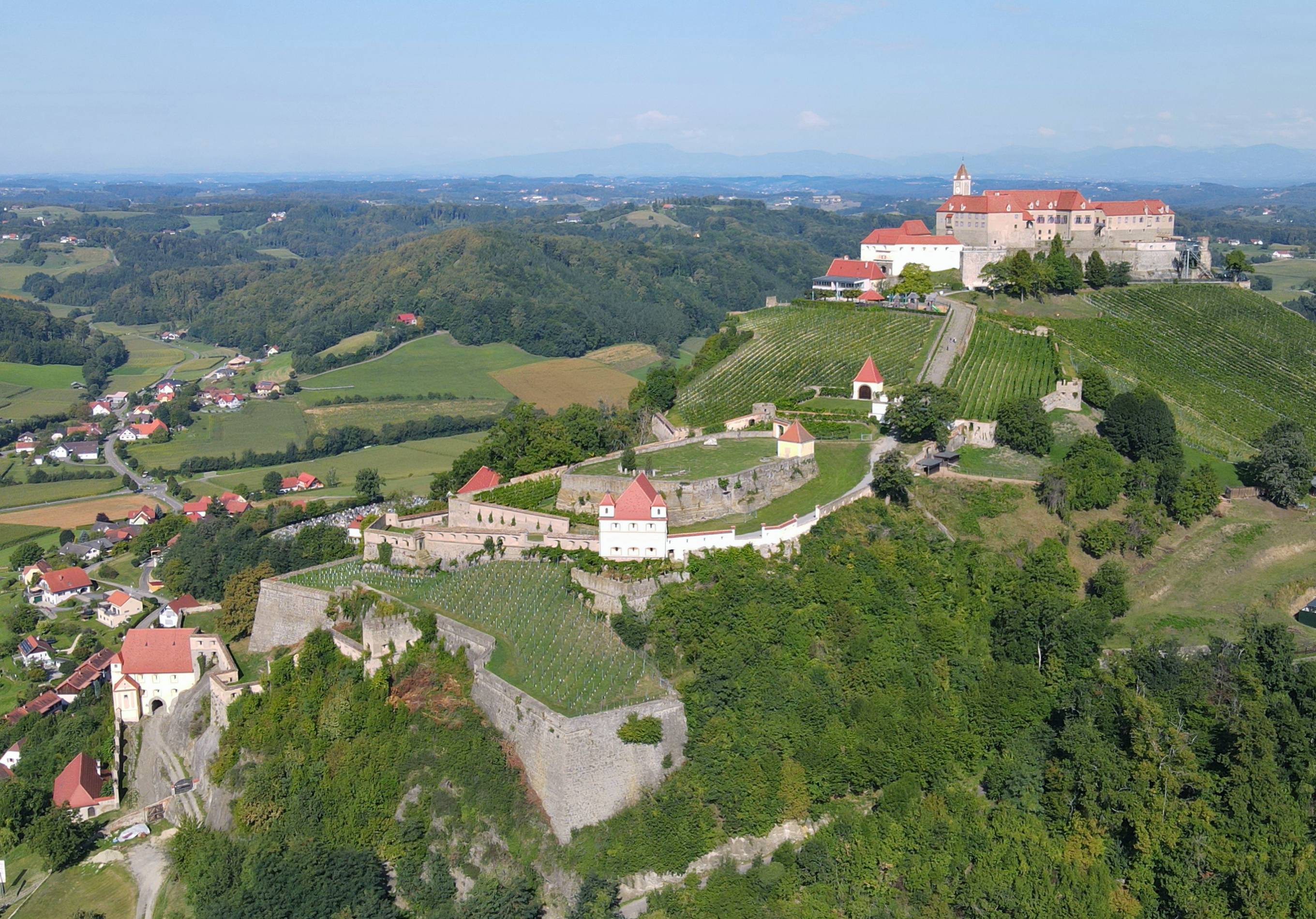
Il complesso del castello: si nota bene il vulcano quiescente sul quale sorge il complesso, la cui terra particolarmente fertile accoglie oggi anche delle piantagioni di vite

Il Riegersburg compare per la prima volta nei documenti nel 1138, anche se il vulcano quiescente sul quale sorge all'altezza di oltre 100 metri, era già abitato da circa 6000 anni. Sono infatti state ritrovate tracce di un insediamento di epoca carantanica (dal VII sec.) sulla sommità della collina su cui sorge il complesso, protetto com'era da tre lati di pareti rocciose ripide.
Intorno al 1020, dopo che gli ungheresi furono respinti per la prima volta oltre il Lafnitz, il conte palatino di Aribonen ricevette gran parte della Stiria orientale dall'imperatore Enrico II perché l'area fosse risanata; sotto Corrado II l'area venne nuovamente persa a favore degli ungari e poi riconquistata nel 1043 sotto Enrico III.
Attorno al 1100 venne costruita l'attuale parte superiore della fortezza (Kronegg) dove venne costruita anche la chiesa di Santa Maria Maddalena che funse da chiesa parrocchiale per l'abitato di Sankt Martin (posto a quasi 1 km di distanza) sino al 1979. Nel 1142 il castello venne registrato tra le proprietà di Hartnid von Traisen-Ort, che all'epoca era noto col cognome di "von Riegersburg". Da lui il castello e il dominio passarono a suo genero, Richer von Hengist (1130–1168), rispettato ministro della famiglia margraviale Traungau, che divenne così l'antenato dei Riegersburg-Wildoniani. Gli ultimi due dei suoi figli, Herrand e Richer, divennero i nuovi signori del castello dal 1174 circa.

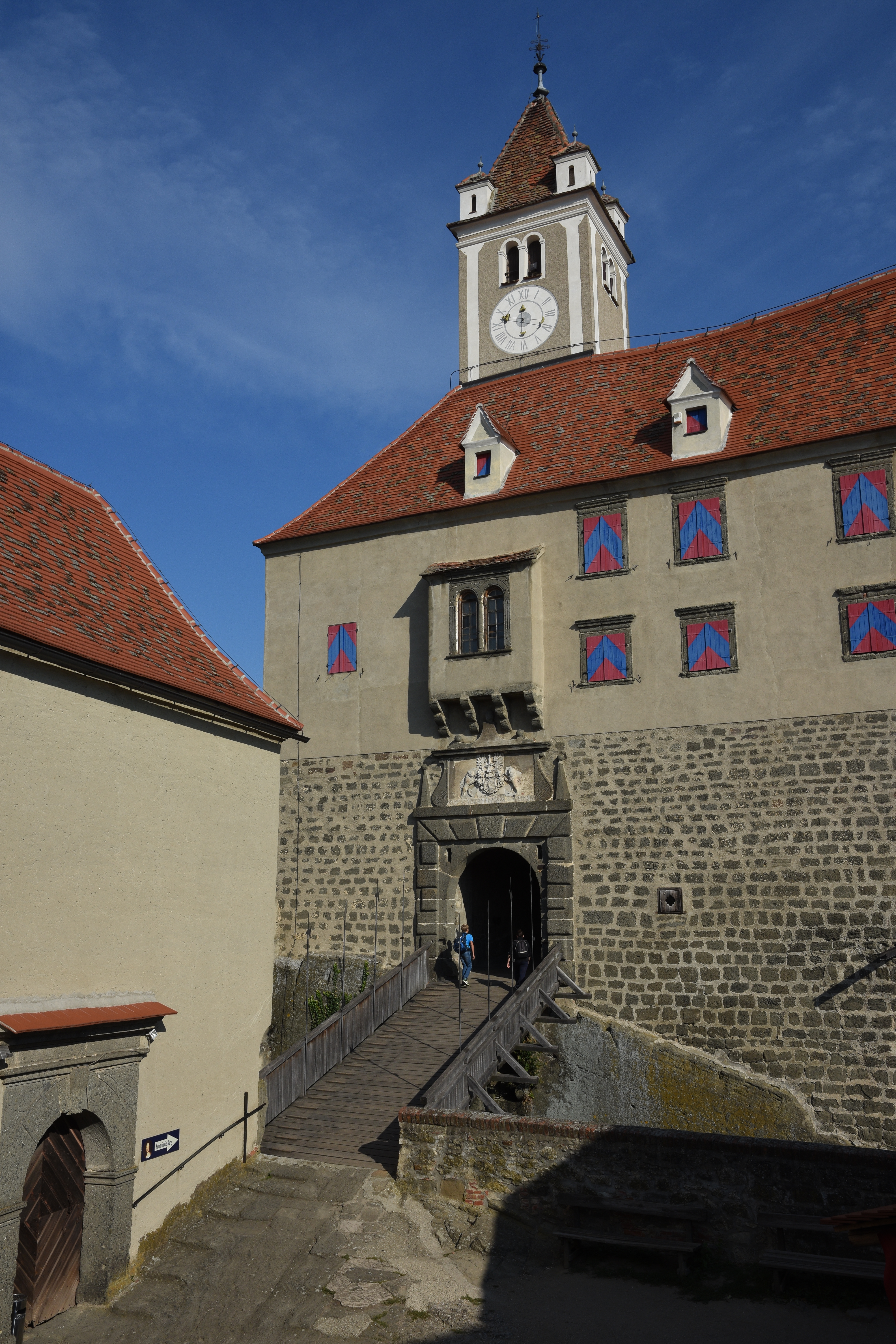
Il portale d'accesso principale al complesso

Al fine di limitare la potente famiglia locale, il margravio Ottocaro III, intorno al 1140-1150, fece realizzare una "contro-fortezza" ai piedi del complesso che divenne poi la fortezza inferiore (Lichtenegg) amministrata da propri burgravi.
Dopo la morte di Leutold von Riegersburg-Wildon nel 1249, la fortezza superiore passò attraverso la figlia Gertrud al marito Alberto V von Kuenring-Dürnstein. Nel 1295 Leutold von Kuenring si ribellò con la nobiltà austriaca contro il duca Alberto d'Asburgo e, dopo essere stato sconfitto, venne costretto a vendere le sue proprietà nel 1299 a Ulrich I von Walsee-Graz. Nei decenni successivi i Walsee si impadronirono dell'intero dominio castellano e infine nel 1320 anche della rocca principesca inferiore, prima in pegno e infine concessa in feudo.
Nel 1363 i Walseer della Stiria si estinsero e i loro beni vennero ereditati dalla linea dell'Alta Austria dei Walsee-Enns dopo aver vinto la disputa sulla proprietà con gli Asburgo. Dopo il 1400 il castello fu temporaneamente in possesso di Otto von Stubenberg, ma fu riscattato nel 1409.
Nella "faida Walsee", Reinprecht II di Walsee-Enns combatté come alleato del duca Alberto V contro il duca Ernesto, ma quest'ultimo riuscì ad impossessarsi nel 1412 della fortezza inferiore, costringendo alla resa quella superiore. Fu solo nel 1417 che, grazie all'intervento dell'imperatore Sigismondo d'Asburgo, Reinprecht riuscì ad ottenere la maggior parte dei suoi possedimenti, riunendo le due proprietà che non vennero mai più divise né attaccate.
Nel 1434 il castello venne ristrutturato da Reinprecht III, ma venne dato in pegno dal figlio Wolfgang a Leutold von Stubenberg nel 1456. Johann Steinpeiss aveva all'epoca il titolo di "castellano di Riegersburg" e morì nel 1462. Reinprecht IV, fratello di Leutold von Stubenberg, ereditò il castello da Wolfgang nel 1466/70, ma venne costretto a venderlo a Reinprecht von Reichenburg nel 1479.
In quegli anni (1469-1490) gli Stiriani dovettero vivere tempi estremamente difficili: la peste, la carestia, le invasioni dei turchi e la guerra d'Ungheria ridussero la popolazione sino a un quarto degli abitanti della regione.
Nel 1539, André von Graben, signore di Kornberg e Marburg, entrò in possesso del castello di Riegersburg sposando l'erede della famiglia, Polixena, ma dopo la sua morte, per un errore formale, tornò al sovrano austriaco, che a sua volta, lo assegnò in feudo alla famiglia von Reichenburg. Nel 1571, Erasmus von Stadl divenne signore del castello e riprogettò in modo significativo il castello più antico in stile tardo rinascimentale.
Nel 1618 il possesso della fortezza passò a Georg Christoph von Ursenbeck che la acquisì pagandola. Nel 1637, dopo una causa giudiziaria, la signoria del castello passò al barone Seyfried von Wechsler, nel 1638 per eredità allo zio Sigmund, nel 1648 per eredità alla nipote di Sigmund, Elisabeth Katharina Wechsler, la quale sposò Freifrau von Galler .
A causa della costante minaccia alla Stiria orientale da parte dei Turchi, vennero ampliate le fortificazioni ed il castello divenne "la fortezza più potente della cristianità" (secondo il feldmaresciallo Raimondo Montecuccoli). Vennero costruiti infatti sei porte e undici bastioni con una cinta muraria della lunghezza complessiva di tre chilometri, dentro la quale poteva rifugiarsi la popolazione dell'intera zona, bestiame compreso. Le fortificazioni vennero completate nel 1676 dai conti Riegersburg di Purgstall.
Quest'ultima casata si estinse nel 1817 e la sua eredità venne divisa tra 17 eredi, inclusi i conti di Sauer e Lanthieri e la famiglia Stubenberg, i quali vendettero il dominio al principe Giovanni I Giuseppe del Liechtenstein in un'asta pubblica nel 1822. Il castello divenendo possedimento della casata dei principi del Liechtenstein venne salvato dal degrado dopo una sua parziale distruzione nel 1945 durante la seconda guerra mondiale. Oggi appartiene ancora ad un ramo della casata del Liechtenstein ed è una delle attrazioni turistiche più famose della Stiria.